# Puredyne
puredyne est une distribution live Linux de basse latence, basée sur Ubuntu et Debian Live pour sa version actuelle (Carrot and Coriander). puredyne a été créé pour assurer un environnement complet et prêt-à-l’emploi pour la création audiovisuelle en temps réel.
Le développement de Puredyne a été à l'origine réalisé par le collectif goto10, membre du Linux Audio Consortium. Aujourd'hui le développement de Puredyne est poursuivi par le collectif goto10 ainsi qu'avec le soutien de la communauté du libre. Le démarrage du projet a été soutenue par l'Arts Council England et se poursuit avec l'aide de différents partenaires.

## Présentation
Le but de Puredyne est d'offrir une distribution portative et facile à installer afin de faciliter l'accès et l'enseignement de logiciels de traitement audio et vidéo, absents ou incomplets dans les distributions standards Linux. Cette distribution permet d’utiliser les meilleurs logiciels « libres et open source », sans prérequis en informatique pour les enseignants, artistes et développeurs qui recherchent un système d’exploitation libre et optimisé pour la création artistique numérique (audio, vidéo, streaming, etc.) et les performances multimédia live.

## Composition
puredyne est livré avec des versions optimisées et testées de logiciels tels que SuperCollider, Arduino, Icecast, Csound, packet forth, fluxus, Pure Data (fournis avec un ensemble de bibliothèques) et de nombreux autres logiciels audio, graphiques et vidéo tels que Processing, Ardour, LADSPA, Inkscape, Gimp, Blender, Cinelerra, Avidemux, etc.

## Histoire
Les origines de puredyne remontent à l'intégration de Pure Data dans la distribution live Dyne:bolic 1.4. Cet ajout devenant populaire, il y eut une demande grandissante vis-à-vis d'un développement plus sérieux de Pure Data. Parallèlement la version suivante de dyne:bolic, dyne:II a fourni les outils de développement nécessaires pour créer une distribution personnalisée pour Pure Data. En conséquence, une collaboration a commencé entre dyne.org et GOTO10 en 2005 pour travailler à une distribution basée sur la dyne:II.
Après un an de développement, la première version beta, alors appelée pure:dyne, sort publiquement fin 2006.

## Versions
pure:dyne 2.3.6 sort au mois de décembre 2006. Elle est à la fois disponible sous la forme d'un module compatible avec dyne:II, et d'une distribution complète GNU/Linux Live de basse latence. Suivra la version 2.3.52 en mars 2007. Les versions suivantes marquent un changement d'appellation. Dorénavant chacune portera des noms d'ingrédients.
pure:dyne Miso sort au mois de juin 2008
pure:dyne leek&potato sort au mois de janvier 2009 et marque une transition vers Debian.
puredyne 9.10 Carrot and Coriander sort au mois de janvier 2010 et marque de nouveaux changements : une conception basée sur Ubuntu, des outils Debian et un changement de nom (passant de pure:dyne à puredyne). Une nouvelle version sort au mois d'Avril 2010 : puredyne 9.11 Carrot and Coriander+.

## Distribution Live

### Pourquoi?
puredyne est développée pour une utilisation live. Son environnement multimédia est optimisé pour fonctionner automatiquement sur n'importe quel ordinateur. puredyne permet et facilite l'utilisation nomade dans différents environnements de travail :
- dans les écoles d'art où les ordinateurs sont le plus souvent bridés et n'offrant que des logiciels propriétaires par défaut,
- pour les artistes qui effectuent des installations/performances/concerts et se déplacent beaucoup. Elle permet d'avoir un environnement toujours fonctionnel.

### Fonctionnement
puredyne est utilisable en live mais il est également possible de l'installer. Le téléchargement permet de se créer un CD, un DVD ou une clé USB amorçable. Une clé USB amorçable d'une capacité de 4 Go aux couleurs de puredyne est également disponible. Elle offre notamment une partition permettant de sauvegarder les fichiers de configurations et les travaux réalisés grâce à l'ensemble des logiciels de création numérique.